# متحدث باسم القانون

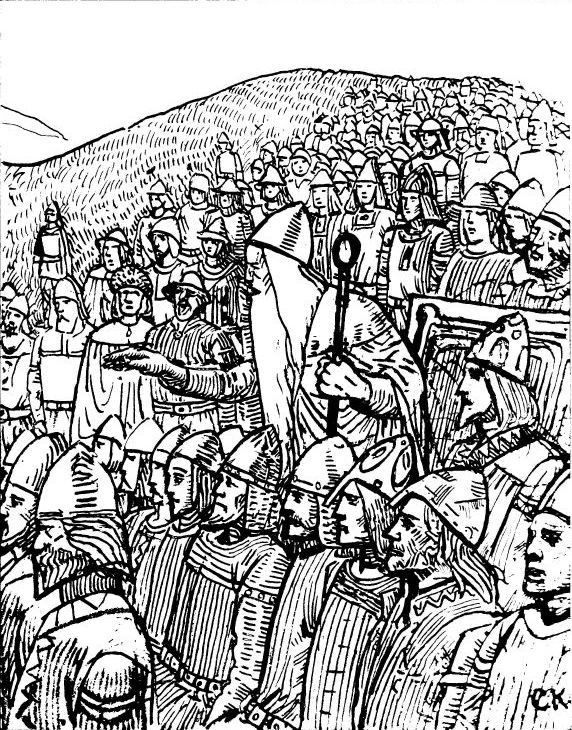

كلمة لاو سبيكر (بالإنجليزية: lawspeaker)‏ والتي تعني بالعربية المتحدث باسم القانون. (لاو سبيكر باللغة السويدية (lagman), والسويديون القدماء يقولون (laghmaþer أو laghman), الدنماركيين (laghmaþer أو laghman), النرويجية (lagmann), الآيسلندية (lög(sögu)maður), والفارويون يقولون (løgmaður)). هو مكتب الشؤون القانونية الإسكندنافية الفريد من نوعه. الذي كان تقليد جرماني مشترك فيما بين الشعوب الجرمانية يتناقل بالمشافهة، عندما طلب من الحكماء قراءة القانون شفويا. وكان من بين هؤلاء الحكماء رجل يدعى سنوري سترلسون.